# Vaasa Oy
Vaasa Oy är ett finskspråkigt förlag och tryckeri i Vasa, Finland. Förlaget ger bland annat ut dagstidningen Pohjalainen. Dess kontor är också Sveriges honorärkonsulat i Vasa. Företaget ingår i Ilkka-yhtyma-koncernen.